# Células sentinela
Células sentinelas referem-se às células da "primeira linha de defesa" do corpo, que se incorporam em tecidos como pele. As células sentinelas podem se referir a células específicas  células apresentadoras de antígenos, como:
- Macrófagos
  - células de Kupffer – no fígado.
  - células de Langerhans – na pele e mucosa (estas são uma forma de células dendríticas).
  - Macrófagos alveolares –  nos pulmões.
  - Microglias –  no cérebro.
- Células dendríticas

As Células sentinela também podem ser as que normalmente não são células apresentadoras de antígenos especializadas, como:
- Mastócitos.
- Células T especializadas.

Às vezes células de tecido não fazem parte do sistema imunológico, mas também são chamadas de células sentinelas:
- fibroblastos.
- Células epiteliais.